# Scott Brash
Scott Brash, né le 23 novembre 1985 à Édimbourg, est un cavalier de saut d'obstacles écossais, concourant pour le Royaume-Uni. Champion olympique par équipe aux Jeux de Londres et champion d'Europe par équipe en 2013, il occupe la seconde place de la Longines Ranking List après 16 mois de règne au sommet. Un mois après être resté sur cette deuxième place mondiale, il retrouve le titre de leader de Longines Ranking List.

## Carrière
Scott Brash est né le 23 novembre 1985, en Écosse. Il commence l'équitation à sept ans avec un poney offert par son père, puis commence les concours de saut d'obstacles deux ans plus tard. Il commence sa carrière professionnelle en tant que cavalier de jeunes chevaux. En 2006, il remporte le Prix Accenture du meilleur jeune cavalier de l'année, à Londres, associé à Intertoy Z, un hongre de sept ans. C'est avec ce cheval que Scott va progresser au haut niveau et participer à ses premières Coupes des nations en 2008. En 2010, le couple est sélectionné pour participer aux Championnats du monde à Lexington.
En 2011, Scott remporte son premier Grand Prix Coupe du monde lors du CSI4*-W de Toronto, associé à son étalon BWP Bon Ami. L'année suivante, il est sélectionné pour participer aux Jeux olympiques de Londres grâce à sa bonne saison avec Hello Sanctos. Il est sacré champion olympique de saut d'obstacles par équipes avec Nick Skelton, Ben Maher et Peter Charles, 60 ans après le dernier titre olympique des Britanniques dans cette spécialité, et obtient la cinquième place en individuel.
En août 2013, Scott et Hello Sanctos remportent avec l'équipe britannique la Coupe des nations de Dublin. Deux semaines plus tard, ils participent aux Championnats d'Europe de Herning. Un an après la victoire londonienne, la Grande-Bretagne remporte à nouveau l'or par équipe, et Scott obtient la médaille de bronze en individuel. La saison indoor commence très bien pour Brash puisqu'il s’adjuge le Grand Prix Coupe du monde d'Oslo, toujours associé à son sBs Hello Sanctos. Le 23 novembre, Scott s'offre une double victoire le jour de son 28e anniversaire : il remporte le Grand Prix du GCT de Doha (associé à Hello Sanctos) et termine ainsi à la première place de l'édition 2013 du Global Champions Tour.